# 瑟琳娜·歐陽
瑟琳娜·歐陽（德語：Serena Au Yeong，2000年8月28日—），奧地利女子羽球運動員，母親是奧地利人，父親為新加坡人。

## 簡歷
瑟琳娜·歐陽出生於荷蘭埃因霍温，母親為奧地利人，父親是前新加坡足球運動員及國家隊隊長歐陽伯鈞；另有一兄一弟，其中弟弟是足球運動員丹尼爾·歐陽。瑟琳娜九歲以前住在新加坡，此後搬家至奧地利福拉尔贝格；她在新加坡就讀小學時曾加入羽球校隊，由於搬家到奧地利而短暫告別羽球，直到11歲時才重拾球拍。
2017年，瑟琳娜首次於奧地利全國羽毛球錦標賽奪下女子雙打冠軍，並於隔年衛冕，2019年時奪得混雙冠軍。
2019年10月，瑟琳娜·歐陽與搭檔凱瑟琳娜·霍赫麥爾在保加利亞國際賽女雙決賽以2比0（21-15、21-18）擊敗保加利亞的塔尼亞·伊萬諾娃/格爾加娜·帕夫洛娃，獲得國際賽首冠。

## 主要比賽成績
只列出曾進入準決賽的國際賽事成績：
| 年份   | 賽事                       | 公開賽級別 | 項目     | 搭檔                | 成績   |
| ------ | -------------------------- | ---------- | -------- | ------------------- | ------ |
| 2018年 | 斯洛文尼亞羽毛球未來系列賽 | 未來系列賽 | 混合雙打 | 多米尼克·什蒂普希奇 | 準決賽 |
| 2019年 | 克羅地亞羽毛球國際賽       | 未來系列賽 | 混合雙打 | 多米尼克·什蒂普希奇 | 準決賽 |
| 2019年 | 捷克羽毛球公開賽           | 未來系列賽 | 女子雙打 | 凱瑟琳娜·霍赫麥爾   | 準決賽 |
| 2019年 | 保加利亞羽毛球國際賽       | 未來系列賽 | 女子雙打 | 凱瑟琳娜·霍赫麥爾   | 冠軍   |
| 2019年 | 保加利亞羽毛球國際賽       | 未來系列賽 | 混合雙打 | 多米尼克·什蒂普希奇 | 準決賽 |
| 2019年 | 斯洛維尼亞羽毛球未來系列賽 | 未來系列賽 | 混合雙打 | 多米尼克·什蒂普希奇 | 準決賽 |
| 2022年 | 斯洛文尼亞羽毛球未來系列賽 | 未來系列賽 | 混合雙打 | 菲利普·比尔克       | 準決賽 |
| 2023年 | 烏干達羽毛球國際挑戰賽     | 國際挑戰賽 | 混合雙打 | Philipp Drexler     | 亞軍   |
| 2024年 | 斯洛伐克羽毛球公開賽       | 未來系列賽 | 女子雙打 | 凱瑟琳娜·霍赫麥爾   | 冠軍   |
| 2024年 | 克羅地亞羽毛球國際賽       | 未來系列賽 | 女子雙打 | Anna Hagspiel       | 冠軍   |
| 2025年 | 葡萄牙羽毛球國際賽         | 國際系列賽 | 女子雙打 | Anna Hagspiel       | 準決賽 |

| 2007-2017年 | 首要超級賽 | 超級賽 | 黃金大獎賽 | 大獎賽 | 國際挑戰賽 | 國際系列賽 | 未來系列賽 | 其他 |

| 2018-2026年 | 總決賽 | 超級1000賽 | 超級750賽 | 超級500賽 | 超級300賽 | 超級100賽 | 國際挑戰賽 | 國際系列賽 | 未來系列賽 | 其他 |

### 奧運會和世錦賽參賽紀錄
|          | 搭檔              | 2021 | 2022 | 2023 |
| -------- | ----------------- | ---- | ---- | ---- |
| 女子雙打 | 凱瑟琳娜·霍赫麥爾 | 64強 | 64強 | 32強 |